# Gavin Menzies
Rowan Gavin Paton Menzies (14 de agosto de 1937 - 12 de abril de 2020) fue un escritor y teniente comandante de submarino británico. Es conocido por proponer, sin aportar pruebas, la hipótesis de 1421, donde afirma que los chinos llegaron a América antes que Colón. Además, también ha propuesto que los chinos iniciaron el Renacimiento italiano y ha sostenido la existencia de la Atlántida como un imperio marítimo global que se extendía hasta las costas de América y la India. Sus afirmaciones han sido rechazadas por los historiadores y calificadas de pseudohistoria.

## Biografía
Menzies nació en Londres, Inglaterra, y su familia se mudó a China cuando tenía tres semanas. Fue educado en Orwell Park Preparatory School en Suffolk y Charterhouse. Menzies abandonó la escuela cuando tenía quince años  y se unió a la Royal Navy en 1953. Nunca asistió a la universidad  y no tuvo una formación formal en estudios históricos. De 1959 a 1970, Menzies sirvió en submarinos británicos. Menzies afirmó que navegó las rutas navegadas por Magallanes y James Cook mientras fue oficial al mando del submarino diésel HMS Rorqual entre 1968 y 1970, una afirmación cuestionada por algunos de sus críticos. A menudo se refiere a sus días de navegación para respaldar afirmaciones hechas en su obra 1421.
En 1959, según su propio relato, Menzies era oficial en el HMS Newfoundland en un viaje de Singapur a África, alrededor del Cabo de Buena Esperanza, y luego a Cabo Verde y de regreso a Inglaterra. Menzies afirmó que el conocimiento de los vientos, las corrientes y las condiciones del mar que obtuvo en este viaje fue esencial para reconstruir el viaje chino de 1421 que analiza en su primer libro. Los críticos han cuestionado la profundidad de su conocimiento náutico. En 1969, Menzies estuvo involucrado en un incidente en Filipinas, cuando el Rorqual embistió un dragaminas de la Marina de los EE. UU., el USS Endurance, que estaba amarrado en un muelle. Esta colisión abrió un agujero en Endurance pero no dañó a Rorqual. La investigación posterior encontró a Menzies y a uno de sus subordinados responsables de una combinación de factores que condujeron al accidente, incluida la ausencia del timonel que había sido reemplazado por un miembro de la tripulación con menos experiencia, y problemas técnicos con el telégrafo del barco.
Menzies se retiró al año siguiente y se presentó sin éxito como candidato independiente en Wolverhampton South West durante las elecciones generales del Reino Unido de 1970, donde, enfrentándose a Enoch Powell, pidió una inmigración sin restricciones a Gran Bretaña, obteniendo el 0,2% de los votos. En 1990, Menzies comenzó a investigar la historia marítima china. Sin embargo, no tenía formación académica ni dominio del idioma chino, lo que, según sus críticos, le impidió comprender el material fuente original relevante para su tesis. Menzies se formó como abogado, pero en 1996 fue declarado abogado litigante vejatorio por el HM Courts Service que le prohibió emprender acciones legales en Inglaterra y Gales sin permiso judicial previo.
Gavin Menzies tuvo la idea de escribir su primer libro después de que él y su esposa Marcella visitaran la Ciudad Prohibida para celebrar su vigésimo quinto aniversario de bodas. Menzies notó que seguían encontrándose con el año 1421 y, al concluir que debió haber sido un año extraordinario en la historia mundial, decidió escribir un libro sobre todo lo que sucedió en el mundo en 1421. Menzies pasó años trabajando en el libro y, una vez que estuvo terminado, era un volumen enorme que abarcaba 1.500 páginas. Menzies envió el manuscrito a un agente llamado Luigi Bonomi, quien le dijo que no se podía publicar, pero quedó intrigado por una breve sección del libro en la que Menzies especulaba sobre los viajes del almirante chino Zheng He y le recomendó que reescribiera el libro, centrándolo en los viajes de Zheng He. Menzies accedió a reescribirlo, pero admitió que "no era un escritor natural" y le pidió a Bonomi que reescribiera los primeros tres capítulos para él.
Bonomi se puso en contacto con la firma Midas Public Relations para persuadir a un periódico importante de publicar un artículo promocional para el libro de Menzies. Menzies alquiló una habitación en la Royal Geographical Society, lo que convenció a The Daily Telegraph de publicar un artículo sobre sus especulaciones. Los editores inmediatamente comenzaron a cortejar a Menzies por los derechos de publicación de su libro. Bantam Press, una división de Transworld Publishers, le ofreció 500.000 libras esterlinas por los derechos de publicación mundial. En este punto, el manuscrito reescrito de Menzies tenía solo 190 páginas. Bantam Press afirmó que el libro poseía un enorme potencial de marketing, pero consideró que estaba mal escrito y mal presentado. Según Menzies, le dijeron: "Sabes, si quieres terminar tu historia, tienes que hacerla legible, y básicamente no puedes escribir". Durante el proceso de revisión que siguió, más de 130 personas diferentes trabajaron en el manuscrito, y una gran parte fue escrita por un escritor fantasma llamado Neil Hanson. Los autores confiaron completamente en Menzies para obtener información fáctica y nunca trajeron verificadores de hechos o historiadores de renombre para asegurarse de que la información en el libro era precisa. Una vez que se completó el proceso de reescritura, el libro tenía una extensión publicable de 500 páginas. La copia final del libro se publicó en 2002 como 1421: El año en que China descubrió el mundo.
En 2008, Menzies publicó un segundo libro titulado 1434: El año en que una magnífica flota china navegó a Italia y encendió el Renacimiento. En él Menzies afirma que en 1434 delegaciones chinas llegaron a Italia y trajeron libros y globos terráqueos que, en gran medida, impulsaron el Renacimiento. En el año 2011, Menzies publicó el libro El imperio perdido de la Atlántida.